# جاك فرانسوا مينو
الجنرال جاك فرانسوا مينو (Jacques François Menou:بالفرنيسة) (3 سبتمبر 1750 - 13 أغسطس 1810) أو عبد الله مينو، جنرال فرنسي في جيش نابليون بونابرت، ولد في مدينة في غرب فرنسا والتحق بالعمل العسكري مبكراً في حياته، ومشهود له بالكفاءة العسكرية والحنكة في الإدارة. شارك في الحملة الفرنسية على مصر وتسلم قيادتها بعد مقتل الجنرال كليبر. اعتنق الإسلام عام 1801.

## في مصر

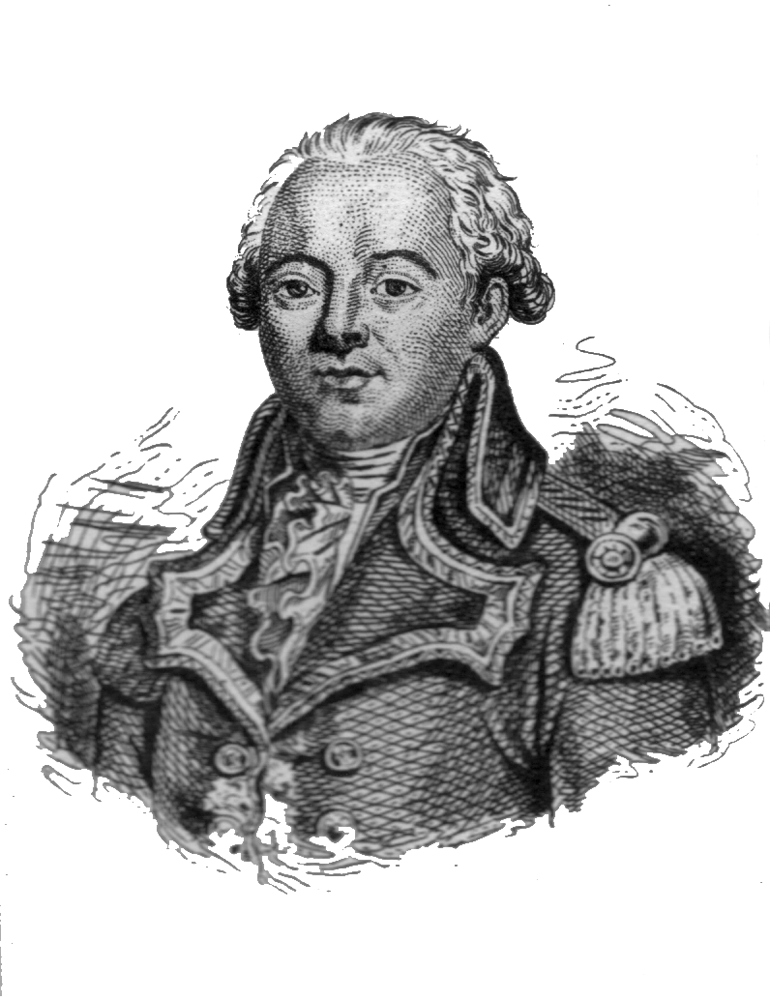
الجنرال مينو

بعد مقتل كليبر على يد سليمان الحلبي تسلم الجنرال جاك مينو - أو عبد الله جاك مينو - بعد أن أظهر أنه أسلم ليتزوج من امرأة مسلمة كانت تسمى زبيدة ابنة أحد أعيان رشيد (الجبرتي مؤرخ الحملة الفرنسية في كتابة تاريخ الجبرتي لايذكر عنها سوى أنها امرأة مسلمة رشيدية). وأثناء الحملة الفرنسية رزق عبد الله جاك مينو من زوجته السيدة زبيدة ولداً أسماه سليمان - (كتاب المختار من تاريخ الجبرتي).

كان جاك فرانسوا مينو، القائد الثالث للحملة الفرنسية على مصر متحمساً لقضية الاستعمار الفرنسي ولاندماج مصر بفرنسا. وللتقرّب من المصريين، تزوّج من المصرية زبيدة، ابنة محمد البواب، بعد أن أشهر إسلامه.

قصة مينو وزبيدة يرويها عبد الرحمن الرافعي في الجزء الثاني من كتاب «تاريخ الحركة القومية وتطور نظام الحكم في مصر». وبحسب ما ذكره الدكتور جمال شقرة سعى مينو للزواج من مصرية من أجل استمالة المصريين خاصة أن الحملة الفرنسية كانت تمرّ بظروف حرجة بعد رحيل نابليون بونابرت إلى فرنسا عام 1799، ومقتل القائد الثاني للحملة جان بابتيست كليبر (1753 – 1800).

وذكر الرافعي أن مينو أراد التقرب من الشعب المصري إلى درجة الاندماج فيه، فاعتزم الزواج من سيدة مصرية شريفة، واقتضى ذلك اعتناقه الإسلام.

أتى زواج الجنرال الفرنسي في إطار إيمانه بفكرة ترسيخ قدم بلاده في مصر. ذكر كريستوفر هيرولد في كتابه «بونابرت في مصر» أنه كان من أشد القادة الفرنسيين في مصر تحمساً لقضية الاستعمار والاندماج، وإن كان آخرون قد شاركوه هذه الحماسة، إلا أن أحداً منهم لم يتصرف بمثل ما تصرف به.

فبونابرت أعلن للمصريين من قبل أنه مسلم بقلبه ولمّح إلى أنه سيعتنق الإسلام، أو على الأقل هذا ما أشيع، أما مينو فقد اعتنقه فعلاً. ولذلك، هنأ بونابرت مينو على «تضحيته» في سبيل القضية الوطنية.

بعد زواجه، كتب مينو للجنرال ديجا الذي عيّنه بونابرت حاكماً على القاهرة يقول: «يجب أن أحيطك علماً يا عزيزي الجنرال بأنني اتخذت لي زوجة، وأنني أعتقد أن هذا الإجراء يخدم الصالح العام».

غير أن هذه المباركات الرسمية للزواج لم تحل دون تعليقات شديدة البذاءة حول الموضوع داخل الجيش الفرنسي. فالجنرال جوزيف ماري مواريه ذكر في مذكراته الواردة في كتاب «مذكرات ضابط في الحملة الفرنسية على مصر» أن لقب «عبد الله» الذي حمله مينو خلق بين الجنود الفرنسيين انطباعات ليست في صالحه، إذ اصطدم ذلك بجذوة أفكارهم الدينية التي نهلوا تعاليمها من تربيتهم الأولى، وثارت تساؤلات بينهم حول ما إذا كان هذا الرجل الذي ارتد عن دينه كفوءً لقيادتهم.
ولكن شقرة يرى أن هذا الزواج لم يثر استياء واسعاً بين جنود الجيش الفرنسي، لأن أفراده كانوا يؤمنون بقيم الحرية والمساواة التي قامت عليها الثورة الفرنسية، ومن ثم كانوا يرون أن من حقه اتخاذ أية زوجة له كيفما شاء.

ويبدو أن مينو ظن أن إسلامه وزواجه من مصرية مسلمة سيمهد الطريق لتقبل المصريين لإجراءاته. وبحسب هيرولد، «اعتبر مصر قطعة من فرنسا، وأعلنها كذلك رسمياً، وراح يغيّر ملامح البلاد ليصوغها على صورة فرنسا، فأمر بهدم أحياء كاملة في القاهرة لتتسع لإنشاء شوارع فسيحة، وانتزع جباية الضرائب من يد الأقباط وفرض ضريبة واحدة على الأرض، وألغى الرسوم الإقطاعية، وغيّر قوانين المواريث الإسلامية، وألغى القانون الجنائي الإسلامي وأنشأ محاكم جنائية تحت إدارة الفرنسيين، وأمر بقيد المواليد والوفيات إجبارياً، وأنشأ أول جريدة تُطبع باللغة العربية».

غير أن الأهالي رأوا أن هذه الإجراءات ليست سوى محاولات يقترفها مسلم كاذب لاقتلاع جميع نظمهم وتقاليدهم، بل واعتبروه دجالاً، كل ما يأبه له هو جعل مصر إقليماً فرنسياً، وهي رغبة لم يشاطروه إيّاها، ذكر هيرولد.

لم يكن مينو يقصد اختيار سيدة بالذات، بل كان بحسب الرافعي يرمي إلى مصاهرة عائلة تتصل بالسلالة النبوية، فرغب في البدء بمصاهرة الشيخ الجارم، عميد أسرة الجارم العريقة في الشرف والعلم، ولكن يبدو أن الشيخ استعجل سد الطريق أمام الجنرال، فلم يكد يسمع برغبته حتى بادر إلى تزويج كريمتيه إلى اثنين من أهله، ليتخلص من هذه المصاهرة.

دفع هذا الرفض مينو إلى طلب الزواج من زبيدة، ابنة محمد البواب أحد أعيان رشيد، وكانت مطلقة بعد زواج سابق من شخص يدعى سليم آغا نعمة الله، فقبل أبوها وقبلت هي، وتم عقد الزواج في وثيقة شرعية مؤرخة بتاريخ 25 رمضان سنة 1313، وتضمنت اعتناقه للإسلام، وتَسمّى فيها باسم «عبد الله باشا مينو».
بعد ذلك تظاهر مينو بتمسكه بالشعائر الإسلامية حتى أنه كان يؤدي صلاة التراويح في شهر رمضان بمساجد رشيد، وكتب إلى نابليون ينبئه بذلك ويقول في رسالة إليه أن هذه الطريقة قد حببته إلى نفوس الأهالي، حسبما روى الرافعي.

في مقابل هذه الروايات، يتبنى أستاذ التاريخ الحديث والمعاصر الدكتور أحمد الملا وجهة نظر مختلفة. يرى أن زواج مينو من زبيدة لم تقف وراءه دوافع سياسية بحتة، معللاً رأيه بأن الحملة الفرنسية على مصر كانت تلفظ أنفاسها الأخيرة وقت زواجه.

## موقف مينو من الجنرال كليبر
كان اختيار اسم سليمان، لأن سليمان الحلبي قاتل كليبر، وذلك لكراهية مينو لكليبر، وكان أيضاً لا يبدو منه أي احترام لذكراه - المصدر (كتاب المختار من تاريخ الجبرتي).

وبعد هزيمة الفرنسيين وتحطيم أسطولهم، وقع الفرنسيون معاهدة لتسليم مصر والعودة لفرنسا على متن السفن البريطانية. لتنتهي بذلك فترة من أهم الفترات التي شهدتها مصر.

## بعد رحيل الحملة الفرنسية
بعد العودة إلى فرنسا تدرج في عدة مناصب هي حاكم بييمونتي ومحافظ توسكانا في 1805 وأخيراً محافظ البندقية. ثم استدعي إلى فرنسا في 23 يوليو 1810 وتوفي في إيطاليا في 13 أغسطس 1810.

## مواضيع متعلقة
- الحملة الفرنسية على مصر
- سليمان الحلبي
- عبد الرحمن الجبرتي
- نفيسة البيضاء